# Dyplomacja pand

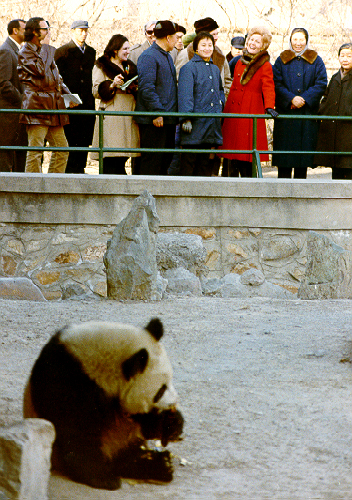
Pierwsza dama Stanów Zjednoczonych Pat Nixon obserwująca pandę w pekińskim zoo

Dyplomacja pand (ang. Panda diplomacy) – określenie sposobu prowadzenia chińskiej dyplomacji, polegającej na kreowaniu pozytywnego wizerunku Chin, dzięki wypożyczaniu pand innym krajom.
Początek tradycji podarowywania pand innym krajom sięga 1941 roku, kiedy żona Czang Kaj-szeka Song Meiling podarowała USA parę pand wielkich. Za twórców dyplomacji pand uważani są Mao Zedong i Zhou Enlai. Początkowo służyła ona wzmocnieniu relacji i podkreśleniu bliskości oraz przyjaźni państw komunistycznych. Pod koniec lat 50. Chiny podarowały pierwsze pandy ogrodom zoologicznym w ZSRR. Następnie otrzymała je m.in. Korea Północna. Po rozłamie radziecko-chińskim w 1972 roku Chiny podarowały dwie pandy USA, potem trafiły one również do Japonii, Wielkiej Brytanii, Portugalii i RFN. W latach 80. po objęciu władzy przez Deng Xiaopinga Chiny zmieniły swoją politykę. Zamiast podarowywać pandy zaczęły je wypożyczać na podstawie umowy. Kraj, do którego są wypożyczane, płaci opłatę, a młode wypożyczonych pand należą do Chin. Kraj ten jest również zobowiązany do utrzymania zwierząt i zapewnienia im odpowiednich warunków pobytu. Współcześnie celem dyplomacji jest łagodzenie napięć w relacjach dwustronnych i poprawianie relacji między Chinami a innymi krajami. Pandy trafiają również do krajów, które są uważane za zamożne i mające duży potencjał naukowo-badawczy (np. Dania i Finlandia). Kontrowersje budzą wysokie koszty utrzymania pand oraz obawy o zdrowie wypożyczanych zwierząt. W 2005 roku Chiny zaoferowały podarowanie Tajwanowi dwóch pand (o imionach Tuan Tuan i Yuan Yuan, kombinacja ich imion tworzy frazę tuan yuan, oznaczającą ponowne zjednoczenie), ale sprzeciwił się temu ówczesny tajwański rząd na czele z Demokratyczną Partią Postępową zdecydowanie podkreślającą odrębność Tajwanu od Chin. Do przekazania pary pand doszło w 2008 roku po zmianie władzy w kraju, gdy rządowi przewodził Kuomintang. Znaczącą intensyfikację wypożyczania pand przez Chiny odnotowano po przejęciu władzy przez Xi Jinpinga. Decyzje w sprawie przekazania pand są zazwyczaj podejmowane na wysokim szczeblu władz i ogłaszane w czasie wizyt zagranicznych.

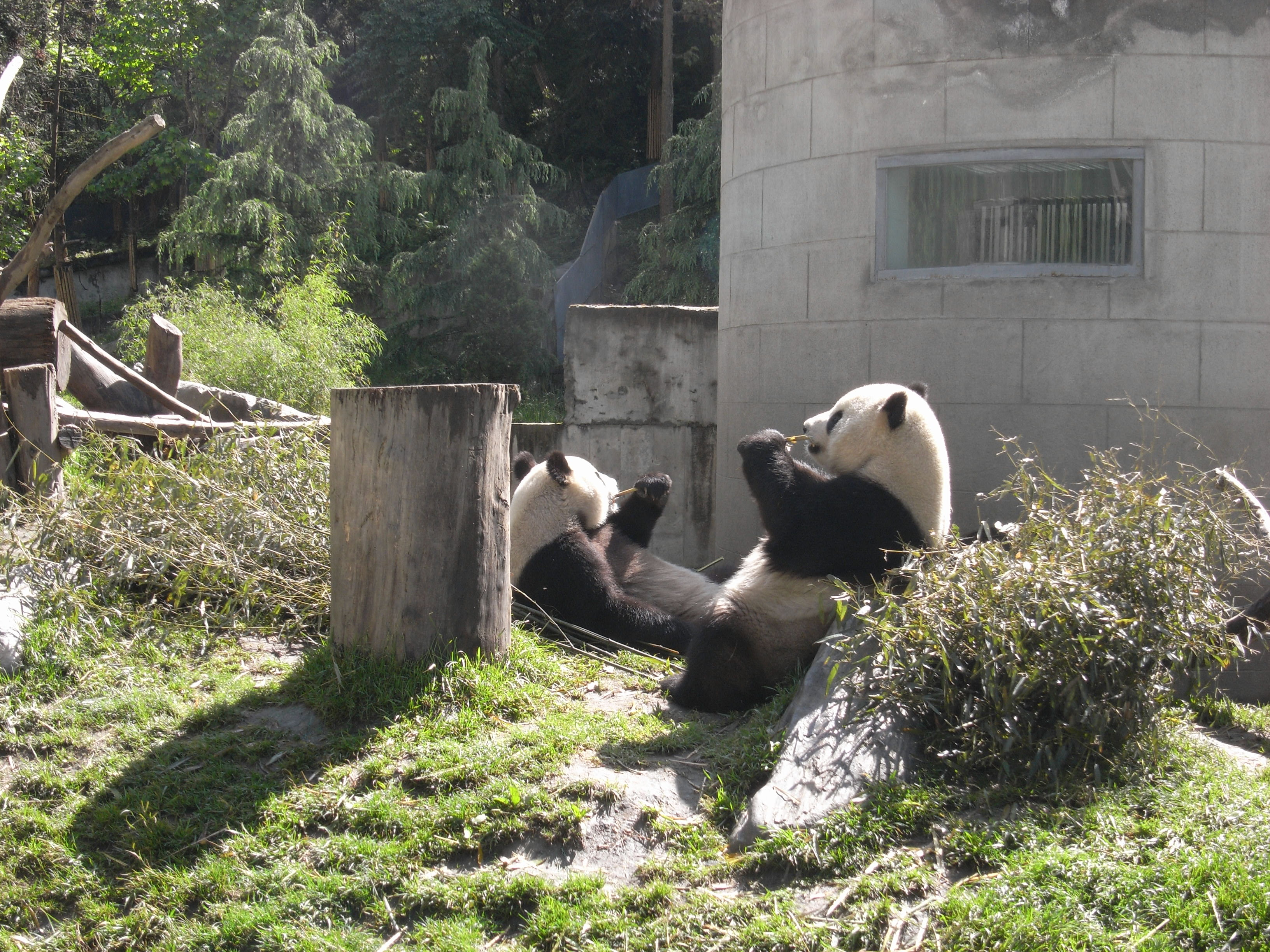
Pandy podarowane w 2008 roku Tajwanowi przez Chiny